# Friedrich-Schiller-Universität Jena
Die Friedrich-Schiller-Universität Jena (lateinisch Alma Mater Jenensis, gelegentlich auch Salana; 1921–1934 Thüringische Landesuniversität, davor Sächsische Gesamtuniversität) war im Wintersemester 2021/2022 mit 17.917 Studenten, ca. 400 Professuren, mehr als 9.000 Mitarbeitern und rund 200 Studienfächern die größte Hochschule und die einzige Volluniversität im Freistaat Thüringen. Unter den Studienmöglichkeiten befinden sich auch viele sogenannte kleine Fächer wie Kaukasiologie, Rumänistik, Wissenschaftsgeschichte und Indogermanistik.
Sie gehört zu den 15 ältesten Universitäten Deutschlands und ist Mitglied der Coimbra-Gruppe. Persönlichkeiten wie Friedrich Schiller und Johann Wolfgang von Goethe wirkten in Jena. Im Bereich der Optik machten Ernst Abbe, Carl Zeiß und Otto Schott die Universität weltweit bekannt.
Im Rahmen der Exzellenzinitiative 2007 ist die Graduiertenschule „Jena School for Microbiological Communication“ gefördert worden. Im Jahr 2018 konnte die Universität mit dem Forschungscluster „Balance of the Microverse“ erneut zusätzliche Förderungen im Rahmen der Exzellenzinitiative erwerben.

## Fakultäten

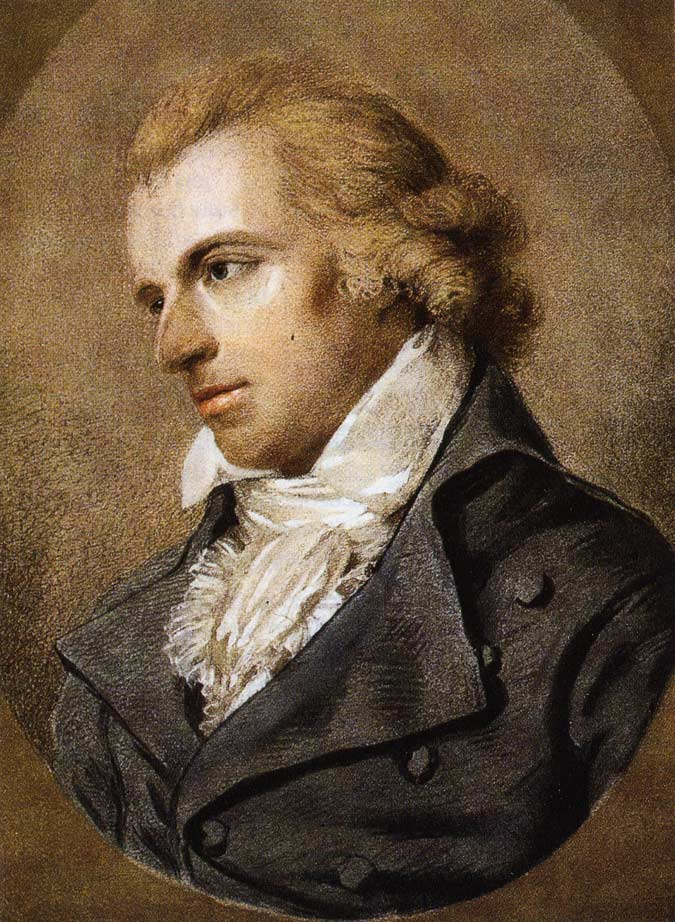
Der Namensgeber Friedrich Schiller

Der heutige wissenschaftliche Lehrbetrieb ist in folgenden Fakultäten organisiert (alphabetisch geordnet):
- Biowissenschaften
- Chemie und Geowissenschaften[7]
- Mathematik und Informatik
- Medizin
- Philosophie
- Physik und Astronomie[8]
- Rechtswissenschaften[9]
- Sozial- und Verhaltenswissenschaften
- Theologie
- Wirtschaftswissenschaften[10]

## Geschichte

### Gründung
Das Jahr 1558 gilt als Gründungsjahr der Universität, die damals Salana bzw. Collegium Jenense genannt wurde. Schon 1547 hatte der Kurfürst Johann Friedrich von Sachsen, der sich in der Haft von Kaiser Karl V. befand, den Plan entwickelt, eine Universität aufzubauen, nachdem ihm die Kurwürde genommen worden und damit auch die Universität Wittenberg an den bisherigen Herzog von Sachsen, Moritz von Sachsen, verloren gegangen war. Dieser Plan wurde von seinen drei Söhnen ausgeführt, die am 19. März 1548 in dem Weinbauernstädtchen Jena im ehemaligen Dominikanerkloster eine „Höhere Landesschule“ (Paedagogium provinciale) gründeten.
In der Stiftungsurkunde des römisch-deutschen Königs und späteren Kaisers Ferdinand I. wurden ihr am 15. August 1557 die Rechte einer Universität verliehen, die mit ihrer feierlichen Eröffnung am 2. Februar 1558 in Anwesenheit des regierenden Herzogs Johann Friedrich auch ihren Lehrbetrieb aufnahm. Mit der Existenz einer eigenen Universität sollte die Ausbildung von Juristen, Lehrern und besonders Geistlichen Augsburgischen Bekenntnisses in eigener, ernestinischer Hand sichergestellt werden.

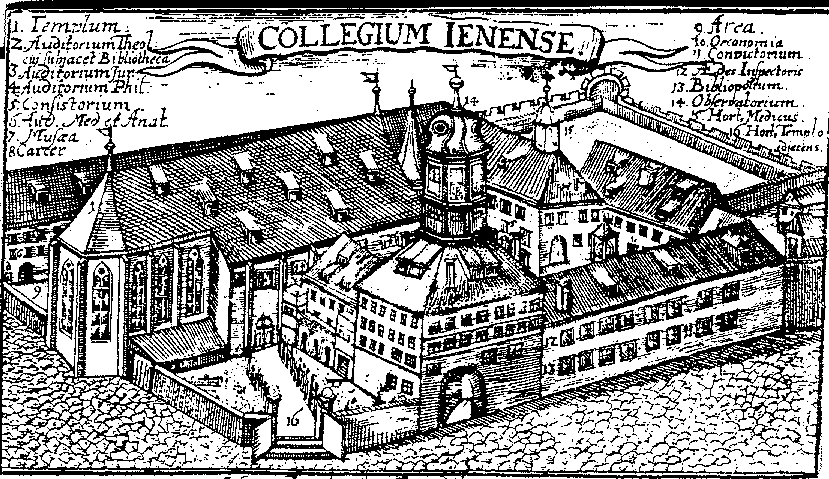
Die Universität Jena, alias Salana um 1600

Im späten 16. Jahrhundert war die Universität während der theologischen Lehrstreitigkeiten unter den Reformatoren Mittelpunkt der lutherischen Orthodoxie mit dessen streitbarem Repräsentanten und Professor Matthias Flacius.
Eine Besonderheit Jenas waren in den Anfangsjahren der Universität die „Professoren-Tische“. Die Dozenten hatten das Recht, Studenten bei sich mit Speise und Trank zu verköstigen und zu diesem Zweck das Privileg der Braufreiheit. Mit diesem Recht wurde aber bei der kärglichen Besoldung der akademischen Lehrer ein großer Missbrauch getrieben, sodass die „Professoren-Tische“ zu regelrechten Kneipen ausarteten und wüste Zechgelage unter Beteiligung der Professoren stattfanden. Da die Dozenten so in wirtschaftliche Abhängigkeit von den Studenten gerieten, zeigten jene sich ihren Schützlingen auch vor dem Universitätsgericht überaus nachsichtig. Dies führte zur Herausbildung eines „wüsten“ Studententreibens.

### 18. Jahrhundert

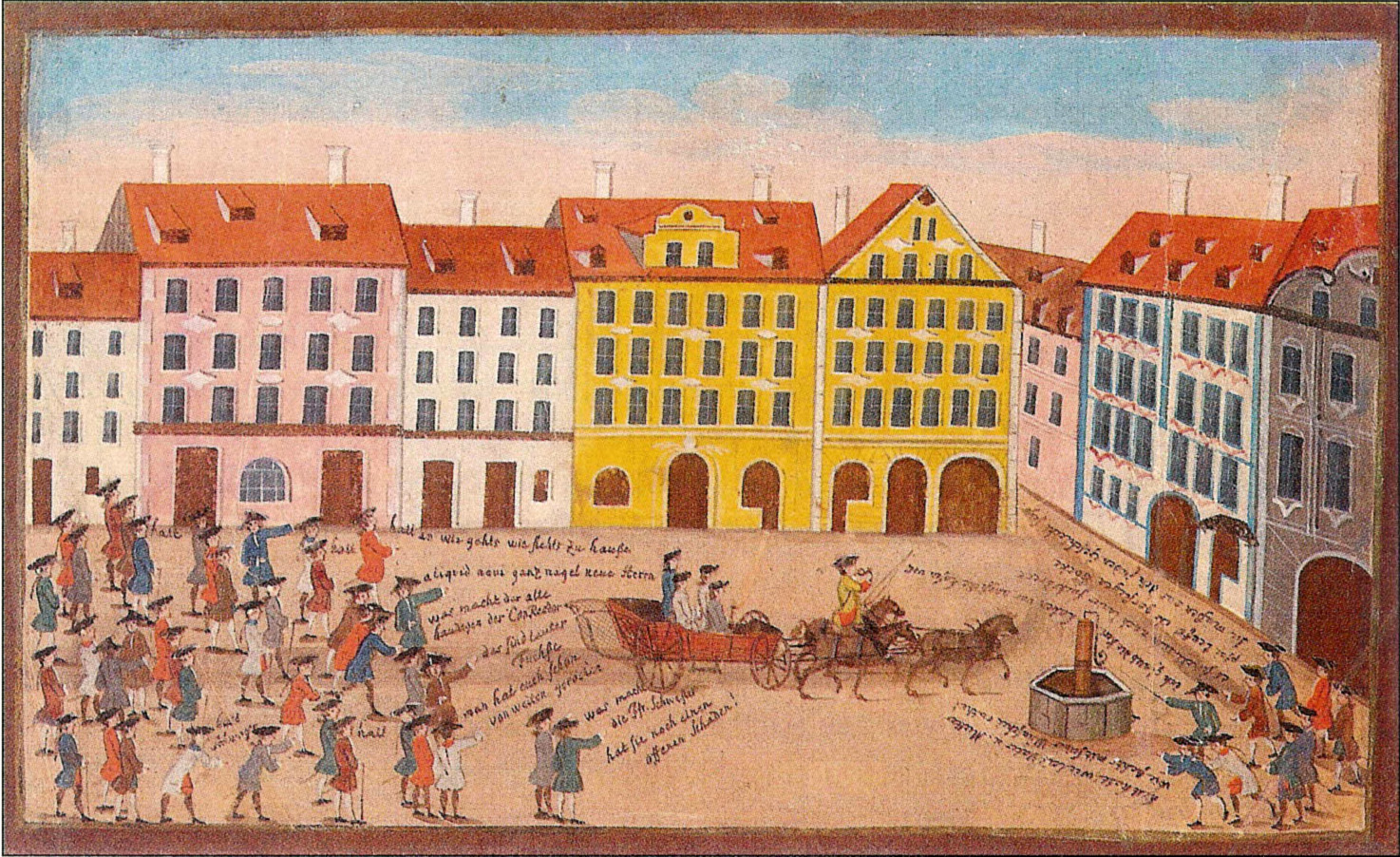
Fuchsenankunft in Jena um 1770

Nach Ende des Dreißigjährigen Krieges erlebte die Universität zwischen 1706 und 1720 eine Blütezeit und stand mit 1800 Studenten an der Spitze aller deutschen Universitäten.
Unter der Regierung (1758 bis 1828) des Herzogs Carl August und seines Rats und Ministers Johann Wolfgang Goethe gewann der neue Geist Weimars an Einfluss auch in Jena, was zu einer zweiten Blütezeit der Universität führte. Goethe widmete ihr sein amtliches und persönliches Interesse. Auf sein Betreiben etwa wurde Friedrich Schiller hier 1789 Professor, mit dem ihn ab 1794 – bis zu dessen Tod (1805) – eine enge Freundschaft verband. 1794 wurden Johann Gottlieb Fichte und 1798 Friedrich Wilhelm Joseph Schelling berufen, von 1801 bis 1807 lehrte Georg Wilhelm Friedrich Hegel hier, so dass Jena zum Zentrum der deutschen idealistischen Philosophie wurde.
Aber auch die literarischen Richtungen der frühen Romantik mit August Wilhelm Schlegel, seiner Frau Caroline Schlegel, Friedrich Schlegel, Ludwig Tieck, Clemens Brentano und Friedrich von Hardenberg fanden hier eine hervorragende Pflegestätte. Die hier 1785 gegründete Allgemeine Literatur-Zeitung, die ab 1804 bis 1841 als Jenaische Allgemeine Literatur-Zeitung fortgeführt wurde, sowie die von Friedrich Schiller herausgegebenen Horen, mehrten durch ihre Autoren und Beiträger, zu denen die angesehensten Dichter, Philosophen und Publizisten der Zeit gehörten, die Bedeutung der Stadt Jena als literarisch-intellektuelles Zentrum. Ihre Universität, die im Ruf besonderer Liberalität stand, erreichte im ausgehenden 18. und beginnenden 19. Jahrhundert einen ihrem Ansehen entsprechenden Höhepunkt auch ihrer Studentenzahlen, die freilich durch die allgemeine politische Entwicklung und durch den Weggang berühmter Lehrer (etwa 1799 die Entlassung Fichtes) nicht gehalten werden konnten.

### 19. Jahrhundert

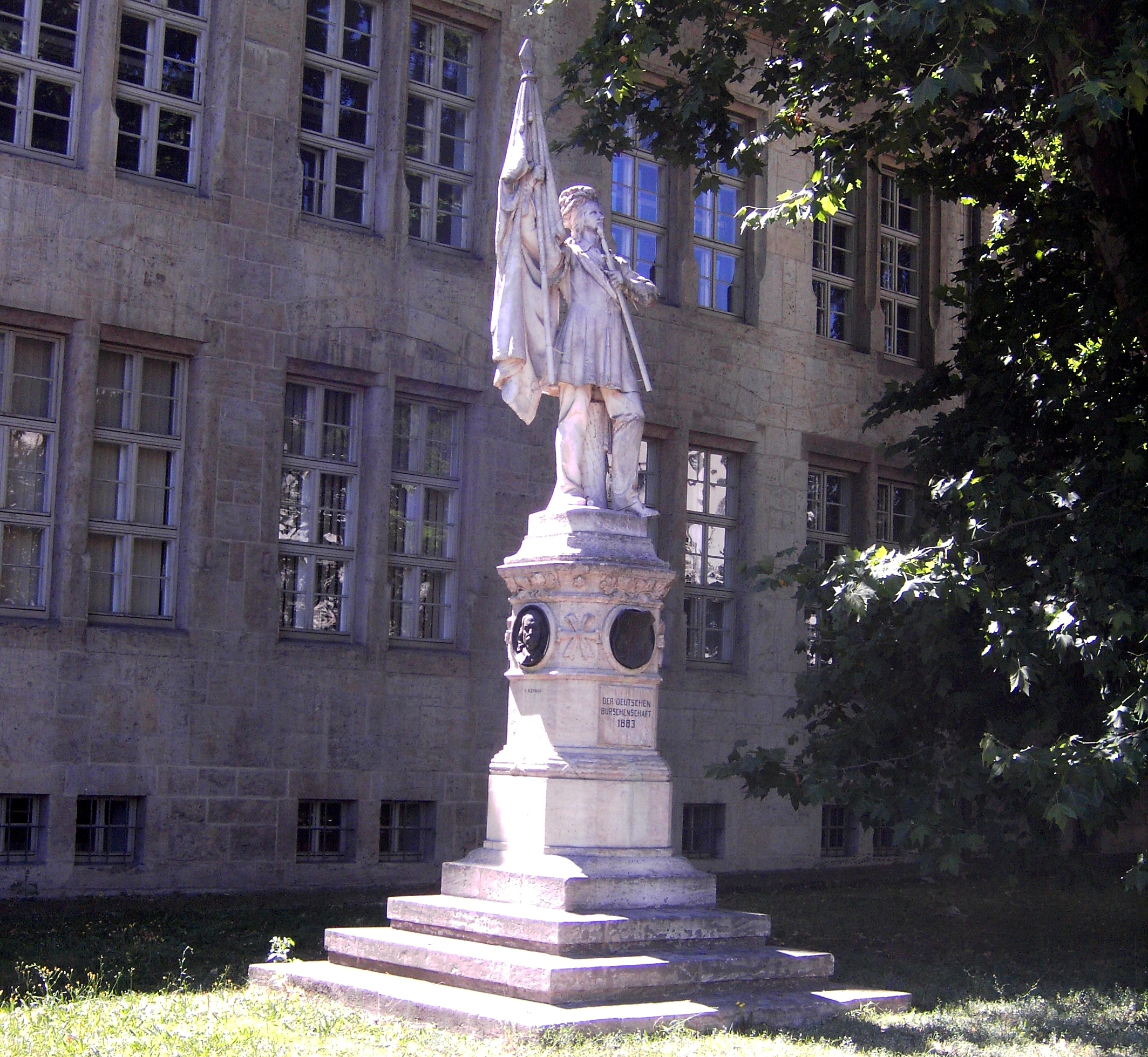
Urburschenschaftsdenkmal

Aufgrund der durch Erbteilungen aus dem Herzogtum Sachsen hervorgegangenen Ernestinischen Herzogtümer fungierten deren einzelne Linien gemeinsam als Förderer („Nutritoren“ = Ernährer) der Hochschule, die als einzige Universität des Landes bestand. Entsprechend führte die Alma Mater die Bezeichnung einer Großherzoglich und Herzoglich Sächsischen Gesamtuniversität.
Wie alle damaligen Gründungen war die Universität mit Einkünften aus Landgütern und Herrschaftsrechten ausgestattet bzw. „fundiert“. Im Falle Jenas war dies vor allem das Universitätsamt in Apolda.
Napoleon Bonapartes Sieg über die vereinten preußischen und sächsischen Armeen in der Schlacht bei Jena und Auerstedt (am 14. Oktober 1806) war mit schweren Schäden für die Stadt Jena und ihre Universität verbunden. In der Folge begann sich starker Widerstand gegen die napoleonische Administration zu regen, besonders in der Studentenschaft Jenas, die 1813 in Scharen unter anderem in das Lützowsche Freikorps eintraten.
Unter den deutschen Hochschulen entwickelte Jena sich zum Vorreiter der Republik. Im nationalstaatlichen Streben nach Freiheit entstand 1815 die Urburschenschaft in Jena. Die Pressefreiheit im weimarischen Staat ermöglichte den Kampf für die nationale Einheit. Das Wartburgfest 1817 ging im Wesentlichen von der Universität Jena aus und erregte das Misstrauen der konservativen Regierungen der Staaten des Deutschen Bundes. Die Ermordung August von Kotzebues durch Karl Ludwig Sand, einen Jenaer Theologiestudenten, bot 1819 den willkommenen Anlass zu verstärktem Druck.
Die Universität Jena bekam ihn in Gestalt eines 1819 vom Großherzog von Sachsen-Weimar-Eisenach ernannten Kurators, der als Regierungsbevollmächtigter alle wichtigen Angelegenheiten der Universität durch Einschränkung der Pressefreiheit und Auflösung der Burschenschaft überwachte und die betreffenden Ministerien der Trägerstaaten unterrichtete. Von erheblicher Bedeutung war aber auch das preußische Verbot des Besuchs der Universität Jena, verbunden mit der Androhung des Ausschlusses von Stellen im preußischen Staatsdienst für Jenaer Studenten. Neben den eigenen Einkünften standen die Zuwendungen aus den Staathaushalten von Sachsen-Weimar-Eisenach, Sachsen-Altenburg, Sachsen-Gotha und (seit 1826) Sachsen-Meiningen und später insbesondere beträchtliche Unterstützungen durch die Carl-Zeiss-Stiftung.
Nachdem Goethe 1807 offiziell die Zuständigkeit für die Universität Jena von seinem Herzog Carl August übertragen worden war, förderte er insbesondere den Ausbau der naturwissenschaftlichen Fakultäten, beispielsweise durch die Gründung des ersten Chemielehrstuhles mit der Besetzung durch die Professoren Göttling und Döbereiner, durch die Errichtung einer Sternwarte, den Aufbau einer Mineraliensammlung und die Einrichtung eines botanischen Gartens. Jena bekam den Beinamen „Stapelstadt des Wissens“, Novalis, Hölderlin, Brentano, Arndt studierten in dieser Zeit, später Karl Marx, Ernst Abbe, Otto Schott und Carl Zeiß.
Um Einjährig-Freiwilligen unter den Studenten eine Dienstzeit am Hochschulort zu ermöglichen, wie es in anderen Universitätsstädten bereits üblich war, bemühte sich die Universität darum, Jena zur Garnisonstadt werden zu lassen. Im Oktober 1867 erreichte man bei der Weimarer Regierung schließlich die Verlegung eines Bataillons des 5. Infanterie-Regiments „Großherzog von Sachsen“ Nr. 94 nach Jena. Bei den Studenten erhielt dieser Umstand zuerst keinen Beifall und sorgte in der Folgezeit für regelmäßige Konflikte zwischen Soldaten und Studenten. Erst der Deutsch-Französische Krieg 1870/1871 beendete diese Rivalität. Nach 1871 kamen Jenaer Studenten daher immer häufiger ihrer Dienstpflicht bei den „94ern“ nach.

### Kaiserreich
1884 wurde von Otto Schott ein „Glastechnisches Laboratorium“ gegründet und damit der Grundstein für die Vorreiterrolle für Gläser und Mikroskopie (Zeisswerke) gelegt. Unter dem Nationalökonomen Julius Pierstorff wurde die Universität auch auf diesem Gebiet hervorragend in Deutschland.
Seit 1862 bis zum Beginn des 20. Jahrhunderts lehrte in Jena der Biologe und bedeutende Evolutionstheoretiker Ernst Haeckel, der auch als Begründer des weltanschaulichen Monismus Einfluss auf die religionspolitischen Debatten am Ende des Kaiserreichs nahm. Auch der Mathematiker und Logiker Gottlob Frege, der Entdecker des Elektroenzephalogramms (EEG) Hans Berger, der Psychiater Otto Binswanger und der Philosoph und Literaturnobelpreisträger von 1908 – Rudolf Eucken – lebten und lehrten an der alma mater Jenensis. Jena war auch Lebensstation der späteren Physik-Nobelpreisträger Erwin Schrödinger und Herbert Kroemer.
Die US-Amerikanerin Rowena Morse reichte 1904 ihre wissenschaftliche Arbeit „Über den Widerspruch im Wahrheitsbegriff in Lockes Erkenntnislehre“ an der Philosophischen Fakultät der Universität Jena zur Promotion ein. Obwohl das Frauenstudium in Jena erst ab 1907 erlaubt war, gab sie dem Promotionsgesuch am 11. Juni 1904 statt. Die mündliche Promotionsprüfung legte Rowena Morse am 30. Juli 1904 ab und erhielt das Gesamtprädikat „magna cum laude“. Morse war die erste Wissenschaftlerin, die an der Universität Jena promoviert wurde.
Zu Beginn des Ersten Weltkrieges machte die Universität durch den unrühmlichen Kunstskandal um das seit 1908 im neuen Hauptgebäude der Hohen Schule hängende Monumentalgemälde Ferdinand Hodlers „Auszug der deutschen Studenten in den Freiheitskrieg 1813“ von sich reden. Der deutsche Historiker Matthias Steinbach verwies in seiner Studie darauf, wie namhafte Wissenschaftler, unter ihnen Ernst Haeckel und Rudolf Eucken, eine Kampagne befeuerten, die schließlich zur Verbretterung des Bildes und öffentlichen Diffamierung des Malers führte.

### Weimarer Republik und Nationalsozialismus
Nach dem Ende der sächsischen Monarchien 1918 wandelte sich der Name zu Sächsische Gesamtuniversität. Nach Gründung des Freistaates Thüringen 1920 gab die Staatsregierung ihr 1921 den neuen Namen Thüringische Landesuniversität.
Schon seit 1932 regierte im Land Thüringen eine Koalitionsregierung unter Beteiligung der Nationalsozialisten. Der NS-Studentenbund genoss bereits vor der Machtübernahme große Unterstützung und gewann bei den Studentenschaftswahlen im Januar 1933 49,3 % der Stimmen, was reichsweit das zweitbeste Ergebnis darstellte. Zwischen den Jenaer Verbindungen und den NS-Studenten waren seinerzeit weit reichende personelle und ideologische Übereinstimmungen zu verzeichnen. Als nach 1933 alle anderen Studentenvereinigungen aufgelöst wurden, traten viele Verbindungsmitglieder in den NS-Studentenbund über.
Zahlreiche Professoren und andere Lehrkräfte mussten die Universität bereits 1933 aufgrund des Gesetzes zur Wiederherstellung des Berufsbeamtentums verlassen. Insgesamt verlor die Universität Jena durch politisch motivierte Entlassungen 10 Prozent des Lehrkörpers.
Auf Vorschlag des Rektors Abraham Esau erfolgte anlässlich der 175-Jahr-Feier des Geburtstages von Friedrich Schiller am 10. November 1934 die Umbenennung in Friedrich-Schiller-Universität (FSU). In den Ansprachen zum Festakt feierten der thüringische Volksbildungsminister Fritz Wächtler und der Germanist Arthur Witte Schiller als Vertreter „deutscher Vaterlandsliebe“ und „deutscher Ehre“ und forderten, dass die Universität eine „Erziehungsstätte zu nationalsozialistischer Charakterhaltung“ werden müsse. Bis auf den Kreis um Ricarda Huch und Franz Böhm sind besondere oppositionelle oder widerständige Gruppen zu dieser Zeit im Umfeld der Universität nicht in Erscheinung getreten.
Eine für die Wissenschafts- und Alltagsgeschichte der Hohen Schule der Jahre von 1933 bis 1945 instruktive Quelle bieten die Tagebücher des Historikers Alexander Cartellieri. Im Jahr 1939 übernahm der Rasseforscher und SS-Hauptsturmführer Karl Astel das Rektorat der Universität. Unter Astel wurde unter anderem ein Institut für menschliche Erbforschung und Rassenpolitik eingerichtet. Unter seinem Rektorat wurde Jena eine „nationalsozialistische Musteruniversität“. Neben der Erbforschung und Rassenkunde lag ein Forschungsschwerpunkt in den „Wehrwissenschaften“. 1941 resümierte Astel, dass die Universität unter seinem Rektorat zur „ersten rasse- und lebensgesetzlich ausgerichteten Hochschule Großdeutschlands“ geworden sei.
Bei den alliierten Luftangriffen auf Jena im Februar und März 1945 entstanden an der Universitätsbibliothek, am Universitätshauptgebäude und an mehreren Kliniken in der Bachstraße Total- oder erhebliche Teilschäden. Völlig zerstört wurden das Botanische, das Psychologische und das Physiologische Institut sowie drei Chemieinstitute.
Ein spätes Ereignis für die Bewertung der nationalsozialistischen Zeit war die 1999 begonnene Untersuchung der 1985 in Westdeutschland durch Ernst Klee und Götz Aly erhobenen Vorwürfe gegen den Kinderarzt Jussuf Ibrahim. Die Senatskommission der Universität stellte die Beteiligung des Arztes an den Euthanasiemorden an behinderten Kindern in der Landesheilanstalt Stadtroda fest, was die Tilgung der Ehrungen Ibrahims nach sich zog, die er in der DDR durch Universität und Stadt erhalten hatte.

### Hochschule in der SBZ und der DDR (1945–1990)
Nach halbjähriger Schließung zum Ende des Zweiten Weltkrieges nahm die Universität am 15. Oktober 1945 ihren Betrieb als erste Hochschule in der sowjetischen Besatzungszone unter dem Rektorat Friedrich Zuckers wieder auf.
Im Jahr 1946 wurde in Anlehnung an die historischen philosophischen Traditionen das Institut für Dialektischen Materialismus gegründet. Die Absolventen wurden auch als Lehrkräfte des gesellschaftswissenschaftlichen Grundstudiums benötigt, das ab 1951 in der DDR für alle Studenten und später auch für die Hochschulmitarbeiter obligatorisch wurde. Später entstand daraus das Gesellschaftswissenschaftliche Institut, welches ab 1960 Institut für Marxismus-Leninismus hieß und ab der dritten Hochschulreform 1968 als Sektion für Marxismus-Leninismus bis zum Ende der SED-Diktatur arbeitete. Die Sektion verfügte 1989 über 113 Hochschullehrer.
Im Rahmen des von Gertrud Pätsch gegründeten Ferdinand-Hestermann-Institutes ist 1961 der heute europaweit einzigartige Masterstudiengang Kaukasiologie/Kaukasusstudien entstanden.
1959 wurde das Pantomime-Studio von Marcel Marceau, Hanna Berger und Henryk Tomaszewski angeregt, und von Harald Seime in Jena gegründet.
Die Leitung einer von ihm aufgebauten, noch nicht selbständigen Anästhesieabteilung an der Klinik für Chirurgie der Friedrich-Schiller-Universität Jena hatte von 1953 bis 1961 Karl Hutschenreuter (1920–1996), der 1955 einer der ersten deutschen Fachärzte für Anästhesie wurde und sich 1959 dort für Chirurgie und Anästhesiologie habilitiert hat. Ein Lehrstuhl für die 1978 gebildete eigenständige Bereichsabteilung für Anästhesiologie und Intensivmedizin wurde 1979 unter Horst Winkler (1929–1987) eingerichtet und Hutschenreuter wurde auf das damit neugeschaffene Extraordinariat für Anästhesie berufen.
Am 15. Januar 1985 erfolgte die Gründung der Klinik für Anästhesiologie und Intensivmedizin, deren Leitung 1987 bis 1993 Wulf Schirrmeister (* 1943) übernahm.
Im 20. Jahrhundert wurde die Universität durch die Kooperation mit dem Optik- und Feinwerktechnikunternehmen Carl Zeiss gefördert.

### Situation seit Oktober 1990
Nach dem Ende der DDR wurde der Umfang der Lehr- und Forschungsgebiete erneut restrukturiert. Aufgrund der verkehrsgünstigen Lage und der weitgehenden Aufhebung der Zulassungsbeschränkungen nahmen die Studentenanzahl stark zu. Gab es in den 1980er Jahren noch etwa 5.000 Studenten, so hatte sich diese Zahl nach 2010 auf mehr als 21.000 erhöht und ist seither wieder etwas gesunken. Die Friedrich-Schiller-Universität ist die einzige Volluniversität des Freistaats Thüringen. Neben dem Neubau der Thüringer Universitäts- und Landesbibliothek gilt der Botanische Garten Jena als Aushängeschild der Universität. Der Karzer mit Graffiti des Schweizer Karikaturisten Martin Disteli ist nicht öffentlich zugänglich. Jena gilt als führend in den Fächern Biologie, Physik und Psychologie und verfügt über ein gut ausgestattetes Universitätsklinikum.
Seit 1995 besteht ein Universitätsbund mit der Martin-Luther-Universität Halle-Wittenberg und der Universität Leipzig. Dieser ermöglicht den Studenten den gegenseitigen Veranstaltungsbesuch und damit die Erweiterung des Fächer- und Themenspektrums. So ist z. B. eine Kooperation in der Lehre auf dem Gebiet der Bioinformatik hinzugekommen und man bewarb sich gemeinsam erfolgreich um die Neuerrichtung des Deutschen Zentrums für Integrative Biodiversitätsforschung (iDiv). Die Kooperation setzt sich auch bei einem gemeinsamen Mentoringprogramm für Postdoktorandinnen oder im Mitteldeutschen Archivnetzwerk fort.
Im Jahr 1999 wurde die Klinik für Herz-, Thorax- und Gefäßchirurgie unter Leitung von Thorsten Wahlers eröffnet. Damit kam die Herzchirurgie zur zuvor bereits eigenständig betriebenen Thorax- und Gefäßchirurgie hinzu. Etwa sei der Jahrtausendwende begann die Verlegung der Universitätsklinik aus dem Stadtzentrum nach Jena-Neulobeda, etwa 5 Kilometer vom bisherigen Standort in der Bachstraße entfernt.
Seit August 2024 ist der Chemiker Andreas Marx Präsident der Universität. Er folgt auf den Pharmakologen Walter Rosenthal. Kanzler ist seit 2022 der Physiker Thoralf Held als Nachfolger des Mathematikers Klaus Bartholmé.

## Gebäude

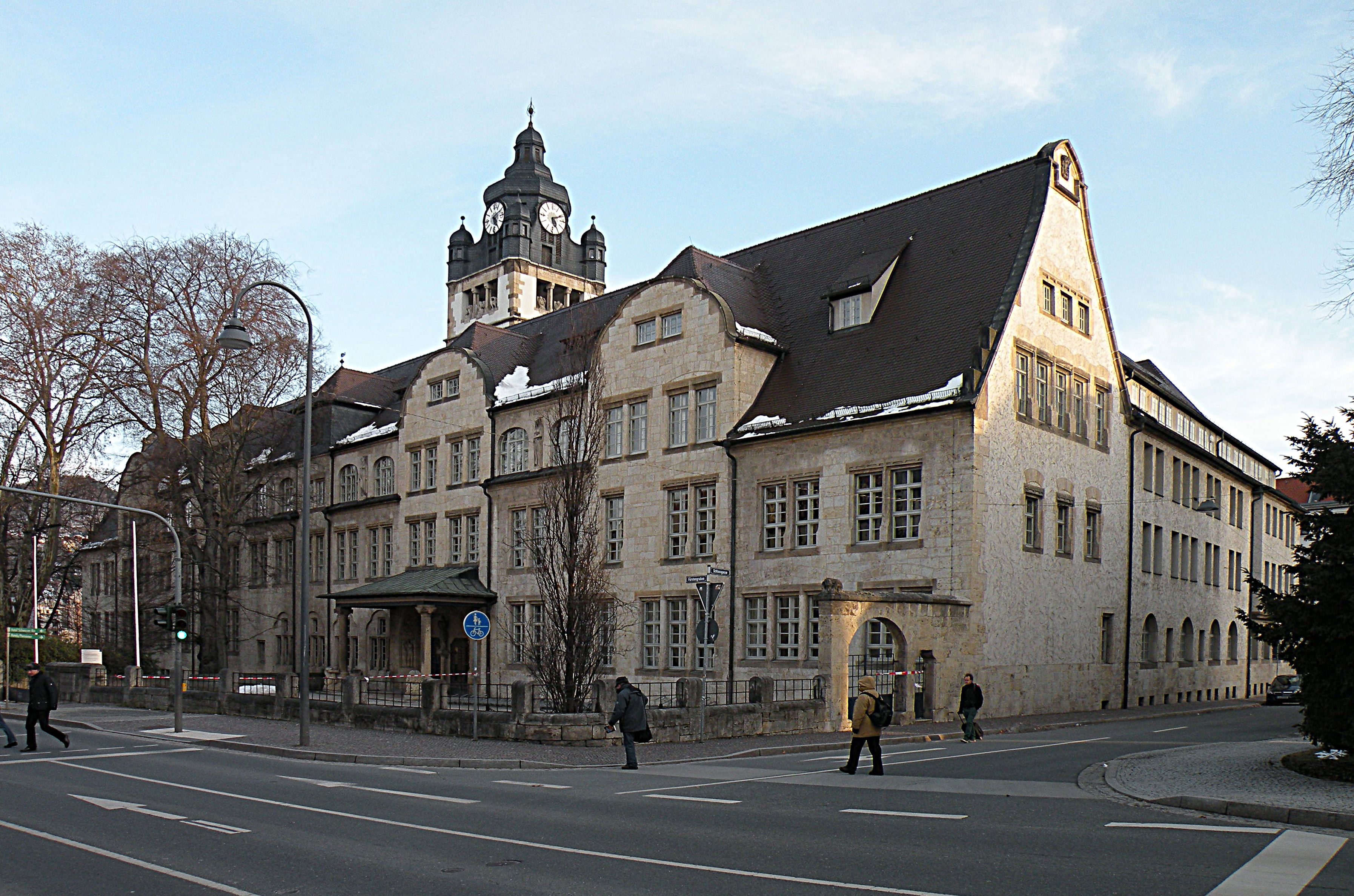
Universitätshauptgebäude

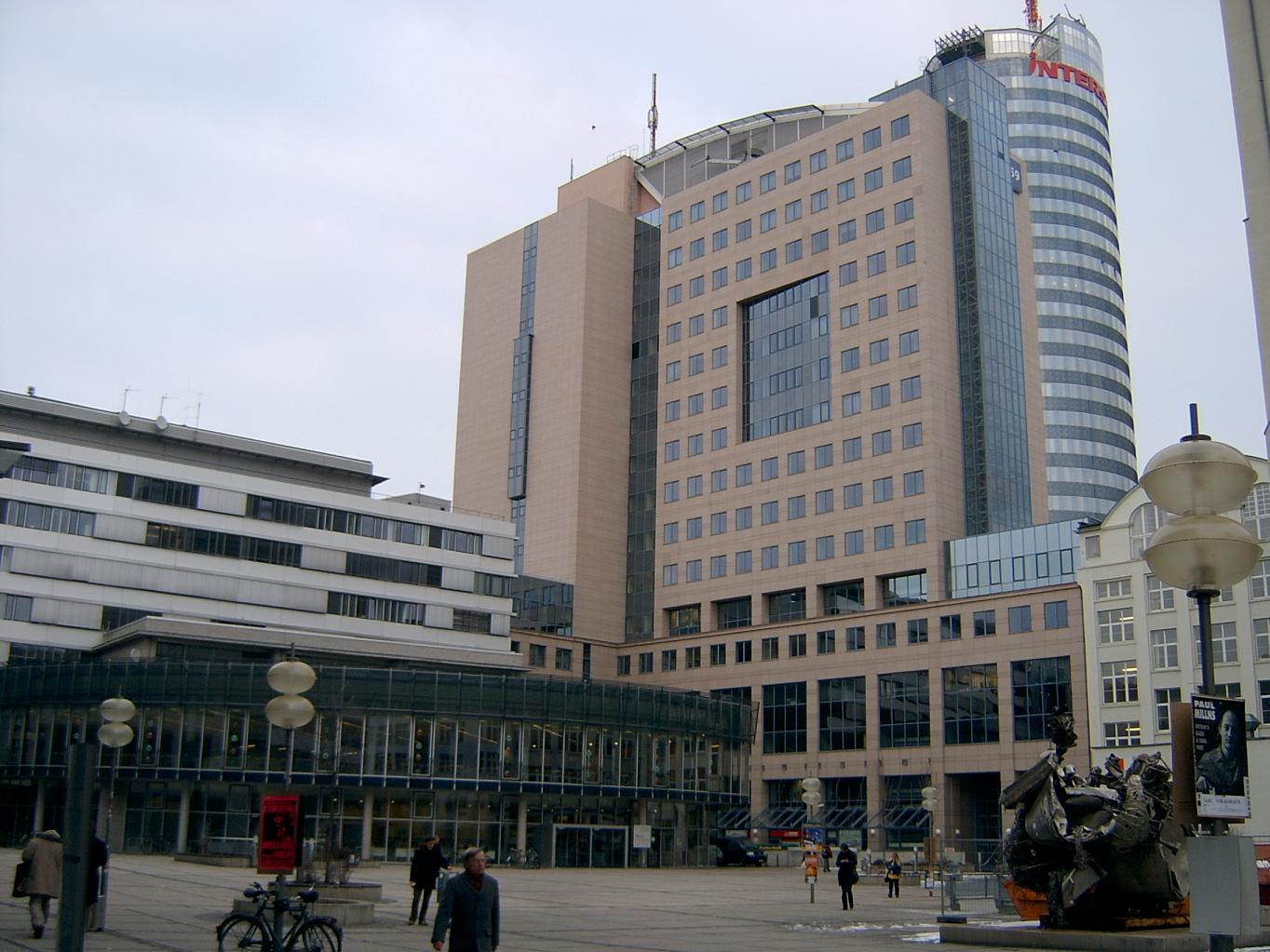
Neu gebaute Mensa am Ernst-Abbe-Platz; im Hintergrund der Bau 59 und das ehemalige Universitätshochhaus – jetzt Jentower

20 Pf-Briefmarke der DDR-Post 1958 (Universitätshauptgebäude)

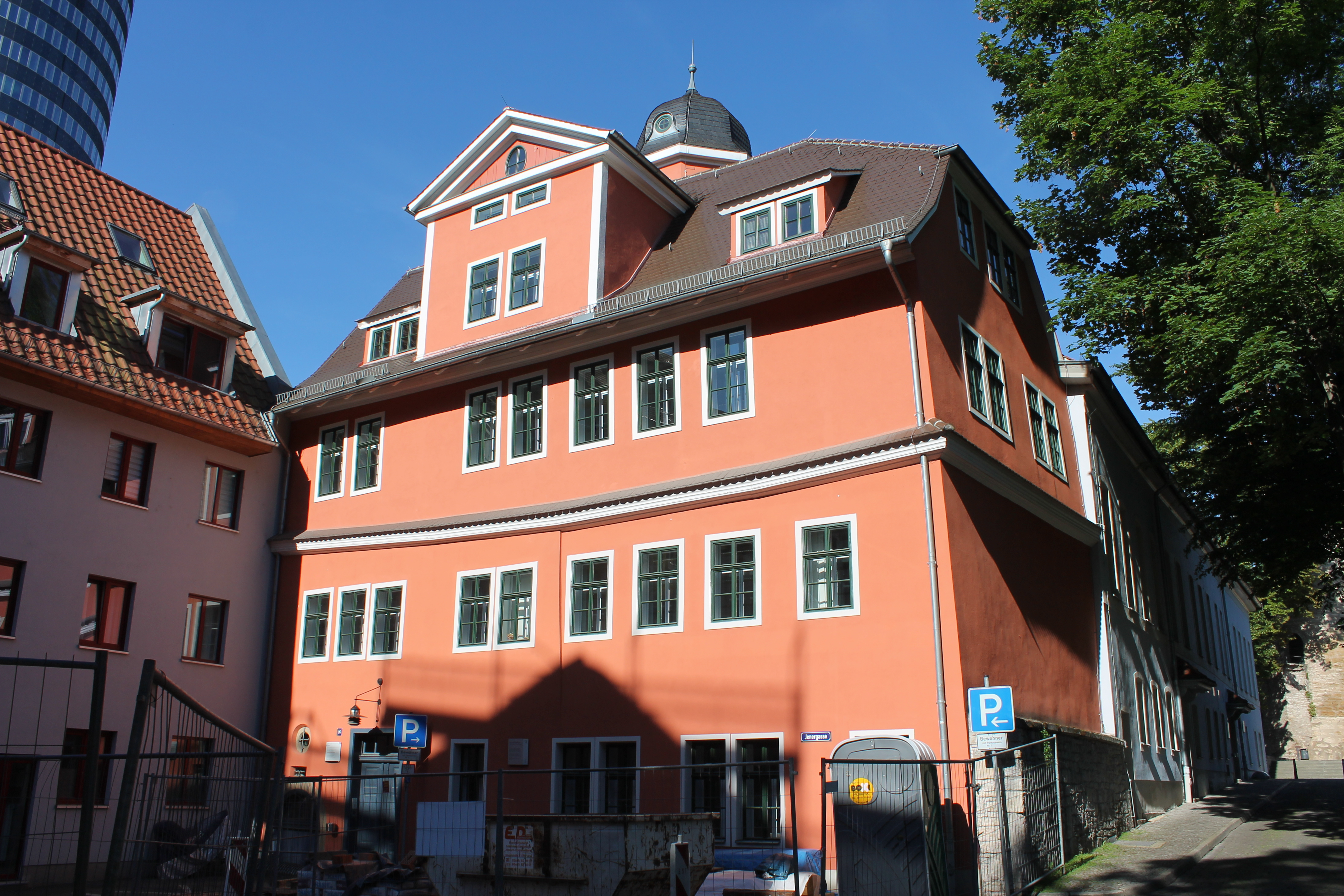
Ehemaliges Accouchierhaus in der Jenergasse Nr. 8

Das Universitätshauptgebäude (UHG) wurde nach Plänen des Architekten Theodor Fischer in den Grundformen des niedergelegten Großherzoglichen Schlosses errichtet und 1908 eröffnet. Das Bauwerk erhielt Schmuckfiguren zu Ehren einiger Wissenschaftler, entworfen vom Bildhauer Adolf Brütt und in der Aula sowie der Verkörperung der Fakultäten. Darstellungen zur Thematik Auszug der Deutschen Studenten in den Freiheitskrieg 1813 von Ferdinand Hodler und Griechenland und die Vertreibung der Türken von der Athenischen Burg von Charles Crodel (1925). Das Mensa-Gebäude der Universität entstand 1929/1930 nach Entwurf von Otto Bartning und Ernst Neufert. Erwähnenswert ist darüber hinaus ein als Abbeanum bezeichnetes Bauwerk, das ebenfalls um 1930 nach Plänen von Ernst Neufert in Zusammenarbeit mit dem Aktiven Bauatelier der Staatlichen Bauhochschule Weimar errichtet wurde. Die Finanzierung erfolgte durch die Carl-Zeiß-Stiftung und der Verwendungszweck war ein Arbeitsgebäude für ein Optisch-Mathematisches Institut. Es handelte sich um einen dreigeschossigen Bau mit Unterkellerung, deren Fluchtlinien sich an den bereits vorhandenen Bauten der Uni orientierte.
Nach der deutschen Wiedervereinigung, 1990 bis 1993 wurde das Hauptgebäude vollständig saniert und in den folgenden Jahren kontinuierlich mit moderner Technik ausgestattet, u. a. 2009 wurden alle Hörsäle mit neuen Smart-Boards ausgestattet. 2015 erfolgten weitere Sanierungen und der Einbau zusätzlicher Zonen für das Selbststudium.
Eine Besonderheit sind heute die weit über das gesamte Stadtgebiet verteilten Gebäude der Universität, was vor allem auf Entwicklungen nach dem Zweiten Weltkrieg zurückgeht, als viele Lehrstühle aus zerstörten Universitätsgebäuden in enteigneten Villen, einem umgebauten Gerichtsgebäude sowie zahlreichen Bürgerhäusern angesiedelt wurden, die noch oft in Wohngegenden liegen. Diese Besonderheit macht die Universität allgegenwärtig und mit der städtebaulichen Architektur verflochten. Daneben entstanden nach dem Krieg mehrere Viertel, in dem eigene Universitätsbauten für die Fakultäten angelegt wurden. 1969 bis 1972 wurde ein als Zeiss-Forschungszentrum geplantes Hochhaus im Zentrum Jenas errichtet, das durch die Universität genutzt wurde – und heute in Teilen wieder wird.
Nach der politischen Wende erfolgten umfangreiche Neubauten und Restaurierungen, wobei an dem Konzept der Stadt-Universität festgehalten wurde. Ein großer Komplex von Universitätsgebäuden im Stadtzentrum entstand auf dem ehemaligen Carl-Zeiss-Werksgelände rund um den „Campus“ Ernst-Abbe-Platz; hier befindet sich mit dem Abbe-Hörsaal im Gebäude Carl-Zeiss-Straße 3 auch das Audimax der Universität. Die Uni Jena baut auch weiterhin, so ist auf dem Inselplatz in der Jenaer Innenstadt ein neuer Campus geplant, dieser ist das größte jemals von der Europäischen Union geförderte Universitäts-Bauprojekt.

## Forschung

### Allgemeine Entwicklung seit 1990

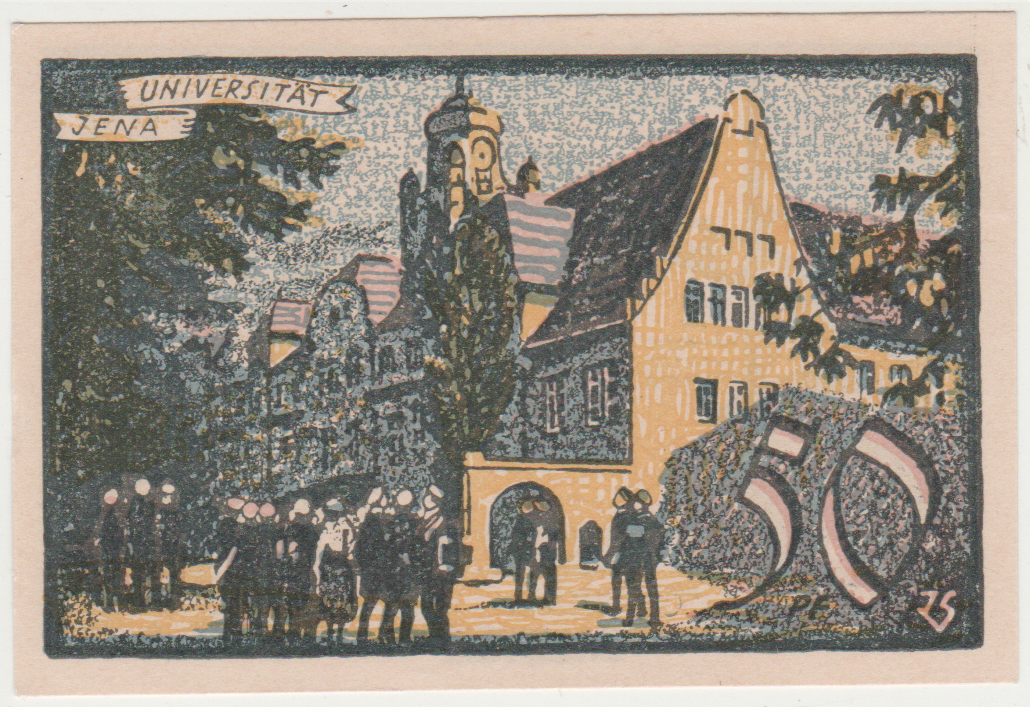
Universität Jena auf einem Notgeldschein aus Jena, 1921

Die Friedrich-Schiller-Universität hat in den letzten Jahren systematisch eine Neuausrichtung und Fokussierung der Schwerpunktbereiche der Forschung betrieben, die bereits jetzt als arbeitsfähige Strukturen der Hochleistungsforschung etabliert sind. Dies ist insbesondere durch eine gezielte Berufungspolitik und durch ein integratives Konzept der Nachwuchsförderung gelungen. Neben diesen Hauptkomponenten sind die Erweiterung und Ergänzung der SFB-Themen durch Forschergruppen, Graduiertenkollegs und EU- sowie BMBF-geförderte Kompetenzzentren Instrumente des Wissenschaftsmanagements der Universitätsleitung gewesen und werden es zukünftig verstärkt sein. Die Schwerpunktbereiche der Spitzenforschung sind unter dem Titel „Light – Life – Liberty“ fokussiert worden. Als einzige Universität im gesamten Bundesgebiet hat Jena einen Lehrstuhl für Gravitationstheorie und war zentral beteiligt am 2014 beendeten Sonderforschungsbereich/Transregio 7 Gravitationswellenastronomie.

### Exzellenzstrategie
Die Jena School for Microbial Communication (JSMC) ist ein strukturiertes, interdisziplinäres Promotionsprogramm, das durch die Exzellenzinitiative der Deutschen Forschungsgemeinschaft erstmals im Jahr 2007 gefördert wurde. Die Graduate School legte den Grundstein für den Exzellenzcluster Balance of the Microverse. Der Forschungscluster wurde am 27. September 2018 im Rahmen der Exzellenzstrategie des Bundes und der Länder 2018 für die Förderung als Exzellenzcluster ausgewählt. Der Microverse-Cluster bündelt die Stärken der universitären Profillinien LIFE und LIGHT in Mikrobiologie, Chemischer Biologie, Infektionsbiologie, Medizin, Ökologie, Optik/Photonik, Materialwissenschaften, Bioinformatik und Ethik an der Friedrich-Schiller-Universität Jena, dem Universitätsklinikum und acht außeruniversitären Forschungsinstituten.

### Sonderforschungsbereiche
Von der Deutschen Forschungsgemeinschaft geförderte Sonderforschungsbereiche:
- SFB 1076 AquaDiva: Verständnis der Verknüpfungen zwischen der oberirdischen und unterirdischen Biogeosphäre
- SFB/TR 124 FungiNet: Pathogene Pilze und ihr menschlicher Wirt: Netzwerke der Interaktion
- SFB 1127 Chemische Mediatoren in komplexen Biosystemen
- SFB/TR 166 Hochleistungs-Lichtmikroskopie zur Aufklärung der Funktionen von Membranrezeptoren
- SFB 1278 Polymer-based nanoparticle libraries for targeted anti-inflammatory strategies
- SFB 1375 NOA: Nonlinear Optics down to Atomic Scales
- SFB/TRR 294 Strukturwandel des Eigentums

Beteiligungen:
- SFB 950 Manuskriptkulturen in Asien, Afrika und Europa (Beteiligung, Sprecheruni: Hamburg)
- SFB/TRR 212 A Novel Synthesis of Individualisation across Behaviour, Ecology and Evolution: Niche Choice, Niche Conformance, Niche Construction
- SFB/Transregio 234 Lichtgetriebene molekulare Katalysatoren in hierarchisch strukturierten Materialien: Synthese und mechanistische Studien (Beteiligung, Sprecheruni: Ulm)[44]

### Wissenschaftliche Einrichtungen
2006 konnte das Jena Center Geschichte des 20. Jahrhunderts eröffnet werden. Seit 2008 gibt es das interfakultäre Zentrum für Molekulare Biomedizin (CMB), das sich u. a. mit der Forschung an der Signaltransduktion in Nervenzellen und Tumoren beschäftigt. Das Zentrum für Angewandte Forschung (ZAF) wurde 2014 eröffnet, das Zentrum für Energie und Umweltchemie (CEEC) zog 2015 in einen Neubau neben dem ZAF ein.
Die Universität beheimatet zudem seit einigen Jahren an der Rechtswissenschaftlichen Fakultät das interdisziplinär arbeitende Institut für Energiewirtschaftsrecht, das sich mit energierechtlichen und energiewirtschaftlichen Fragestellungen befasst und das Einzige seiner Art in den neuen Bundesländern ist.

### Wissenschaftlicher Nachwuchs
Der wissenschaftliche Nachwuchs der Friedrich-Schiller-Universität wird inzwischen als wichtiger Teil der Forschung angesehen und erhielt einen eigenen Status sowie eine eigene Vertretung, den DR.FSU. Ausgegangen ist dieser Bewusstseinswandel von der 2007 gegründeten Graduierten-Akademie, die inzwischen bundesweit als beispielhaft anerkannt ist. Mit ihr setzt die Universität auf optimale Qualifikation und fördert höchste Qualitätsstandards.
2024 kündigte die Universität einer wissenschaftlichen Mitarbeiterin, da sie eine durch Klimaschutzaktivismus bedingte Vorstrafe verschwiegen habe, und enthob die Promovendin den Forschungstätigkeiten am Institut für Mathematik und Informatik. Die Universitätsleitung begründete dies mit der Vorbildfunktion akademisch Beschäftigter. Ein mögliches Verfahren zur Bestimmung der Verfassungstreue steht noch aus (Stand: Februar 2024).

## Rankings
In Medizin, Physik, Psychologie, Volks- und Betriebswirtschaftslehre, Sportwissenschaft, Sozial- und Biowissenschaften erreicht die Universität in verschiedenen Rankings immer wieder Spitzenplätze. Doch Rankings sind an der FSU nicht unumstritten und so lehnen etwa die Soziologen – trotz eigener Spitzenwerte – eine Teilnahme ab.
- Die Friedrich-Schiller-Universität belegt im 2014er CHE-Ranking in den Naturwissenschaften, der Psychologie, Romanistik, Soziologie und Sportwissenschaft Spitzenpositionen, ebenso in Medizin und Zahnmedizin (zuletzt gerankt 2009).
- Im CHE-Ranking stiegen 2013 die rechtswissenschaftliche sowie 2014 die wirtschaftswissenschaftliche Fakultät in die Spitzengruppe aller Universitäten im deutschsprachigen Raum auf.[46][47]
- Die rechtswissenschaftliche Fakultät zeichnet sich durch ihr Moot Court Team aus, das beim nationalen und internationalen Philip C. Jessup International Law Moot Court Competition stets beachtliche Plätze erzielt und aktuell zu den Top 50 Teams weltweit zählt.[48]
- Im Handelsblatt Betriebswirte-Ranking belegt die wirtschaftswissenschaftliche Fakultät unter allen Wirtschaftsfakultäten in Deutschland, Österreich und der Schweiz den 18. Platz.[49]
- Unter den 100 forschungsstärksten Professoren im Bereich Betriebswirtschaftslehre listet das Handelsblatt Armin Scholl, Gianfranco Walsh und Nils Boysen, der unter der Kategorie „Top 100 Forscher unter 40 Jahren“ den 1. Platz belegt.[50] Unter der Kategorie „Top-250 Lebenswerk“ im Bereich Volkswirtschaftslehre listet das Handelsblatt Michael Fritsch.[51]
- Das forschungsorientierte auf der Anzahl der Publikationen und Zitierungen basierende renommierte Leiden-Ranking listete Ende 2021 die FSU Jena mit Rang 400.[52]
- Im weltweiten Shanghai-Ranking findet sich Jena kontinuierlich auf Rang 301–400 unter den weltweit besten 500 Universitäten.[53]
- Das QS World University Rankings 2013 listet Jena auf Rang 363 – in den Naturwissenschaften Rang 257 – der Top 700 Universitäten weltweit.[54]

## Museen und Sammlungen (Auswahl)
Die Universität verfügt über eine Reihe oft traditionsreicher Museen und Sammlungen
- Akademisches Münzkabinett
- Anatomische Sammlung – Museum anatomicum Jenense
- Alphons Stübel-Sammlung früher Orientphotographien (1840–1890)
- Botanischer Garten Jena
- Dia- und Fotothek des Lehrstuhls für Klassische Archäologie
- Diathek zur Botanik
- Windfeld-Hansen Archiv
- Ernst-Haeckel-Haus
- Handschriften- und Inkunabelnsammlung
- Herbarium Haussknecht JE
- Inspektorhaus mit Goethe-Gedenkstätte
- Geologische Sammlung
- Historische Sammlung topographischer Karten
- Jenaer Medizinhistorische Sammlung Meyer-Steineg
- Jenaer Papyrus-Sammlung
- Kunsthistorisches Seminar mit Kustodie
- Lehrsammlung Botanik
- Lehr- und Forschungssammlung experimenteller Wissenschaftsgeschichte
- Lehrsammlung von Modellen zur Mineralogie
- Lehrsammlung Zoologie
- Medizinhistorische Sammlung
- Mineralogische Sammlung
- Moulagensammlung Wutzler
- Paläobotanische Sammlung
- Jena Microbial Resource Collection
- Phyletisches Museum
- Hilprecht-Sammlung Vorderasiatischer Altertümer
- Sammlung alter wissenschaftlicher und technischer Geräte zur Physik
- Sammlung Antiker Kleinkunst
- Sammlung der Arbeitsgruppe Biologiedidaktik
- Sammlung geburtshilflicher Instrumente
- Sammlung Glas und anorganische Werkstoffe
- Sammlung von Abgüssen Antiker Plastik
- Seismogramm-Archiv
- Sieberg-Archiv
- Sternwarte mit astronomischer Sammlung am Astrophysikalischen Institut
- Orientalisches Münzkabinett OMJ
- Schillers Gartenhaus
- Ur- und frühgeschichtliche Sammlung

## Campus

### Überblick
Direkt im Vorgarten des Uni-Hauptgebäudes steht das Burschenschaftsdenkmal, 1883 von Adolf von Donndorf entworfen (siehe Bild unter Geschichte). An der Universität existieren viele (studentische) Initiativen und Hochschulgruppen. Anfang 2020 registrierte die Universität über 100 Gruppen. Darunter sind sowohl parteipolitische Gruppen, studentische Gewerkschaftsgruppen, künstlerische Initiativen, Gruppen mit religiösem Hintergrund und Glaubensgemeinschaften, fachliche oder Alumnigruppen sowie Studentenverbindungen.

### Studentenclubs
Studentenclub Rosenkeller e. V. an der Friedrich-Schiller-Universität: In der Johannistraße 13 wurde am 3. Mai 1966 der Studentenclub Rosenkeller im Haus zur Rosen, einem um 1400 erbauten Gebäude, eröffnet. Das Haus befindet sich seit 1562 im Eigentum der Salina, für welches ein 1683 von dem Historiker Caspar Sagittarius gestiftetes steinernes Rosenstock-Relief an der Fassade namensgebend war. Der Club gehört zu den wichtigsten jugendkulturellen Zentren der Innenstadt. Neben Live- und Discomusik finden dort auch Vorträge, Lesungen und Gesprächsrunden statt.
Med-Club: Unter dem Motto „Von Studenten für Studenten“ organisieren die Vereinsmitglieder, also die Studenten und die Ehemaligen, Veranstaltungen unterschiedlichster Art an verschiedenen Veranstaltungsorten. Dazu gehören vor allem Partys, Akustik- und Unplugged-Konzerte, Filmabende, Lesungen, Diskussionen.
Wagner: Im gemeinsam mit den Beratungsstellen des Studierendenwerks Thüringen genutzten Haus Wagnergasse 26 bietet das Wagner ein Café mit vegetarisch und veganem Mittagessen, aber auch regelmäßige Konzerte, Lesungen, Spieleabende und Vorträge und Filmabende sowie (Foto)Ausstellungen. Das Wagner hat einen explizit politischen Anspruch in seiner Tätigkeit.
Es wird von einem Verein betrieben und seitens des Studierendenrats der FSU Jena sowie des Studentenwerks unterstützt.

### Universitäre Medien
Die Universität gibt das Forschungsmagazin LICHTGEDANKEN, das zweimal pro Jahr erscheint heraus.
Die Studierendenräte der Universität Jena und der Ernst-Abbe-Hochschule geben das Akrützel, das vierzehntäglich erscheint und sich vorrangig aktuellen studentischen und universitären Themen widmet, und die halbjährlich erscheinende Unique mit dem Schwerpunkt internationale und interkulturelle Politik heraus. Außerdem existieren Zeitungen der einzelnen Fachschaften, wie z. B. die HandMed der Fachschaft Medizin, die Wurzel der Fachschaft Mathematik oder der Romanistiker der Fachschaft Romanistik.
Des Weiteren wird von Studenten der Universität die Sendung Campus TV Jena produziert, welche sowohl im Internet als auch im Regionalfernsehsender Jena TV angesehen werden kann und über die aktuelle Themen rund um die Universität und das Studentenleben berichtet.
Außerdem produzieren Studenten Campusradio, das im Internet und über den Offenen Kanal Jena ausgestrahlt wird und täglich mehrere Stunden eigenes Programm anbietet.